# Затвор (електрод)
Затво́р (англ. gate) — конструктивний елемент, один з електродів польового транзистора, призначений для подачі напруги, яка використовується для керування струмом між двома іншими електродами — витоком і стоком.